# Самойлов, Иван Ильич
Иван Ильи́ч Само́йлов (11 февраля 1900, Петербург — 2 октября 1958, Ленинград) — советский учёный в области агрохимии и с.-х. микробиологии. Академик ВАСХНИЛ (1948), преподаватель.

## Биография
Родился в семье служащего.
Окончил Ленинградский СХИ (1924).
В 1923—1930 работал там же: техник, младший ассистент, ассистент, научный сотрудник, заведующий опытным полем.
В 1930—1952 старший научный сотрудник, учёный специалист, заведующий отделом агротехники и механизации, заведующий лабораторией удобрений, заместитель директора по научной работе Ленинградского отделения ВНИИ удобрений, агротехники и почвоведения (1930—1952).
С 1952 г. директор ВНИИ с.-х. микробиологии.
Одновременно с работой в НИИ вел преподавательскую деятельность:
- доцент по земледелию и агрохимии и заведующий кафедрой агротехники Института по борьбе с вредителями в сельском хозяйстве (1931—1934);
- доцент по земледелию и агрохимии (1934—1935), заведующий кафедрой агрохимии, профессор (1941—1947) Ленинградского СХИ;
- заведующий кафедрой агрономии Всероссийского коммунистического с.-х. университета (1935—1937);
- заведующий кафедрой, профессор Ленинградского плодоовощного института (1937—1941);
- заведующий кафедрой агрохимии, профессор Ленинградского государственного университета (1948—1958).

Академик ВАСХНИЛ (1948). Автор научных работ в области агрохимии и с.-х. микробиологии.
В 1951—1954 депутат Верховного Совета РСФСР.

## Награды
- Орден Ленина (12.06.1954) — за выслугу лет и безупречный труд
- Орден Трудового Красного Знамени (1949)
- медали «За оборону Ленинграда», «За доблестный труд в Великой Отечественной войне 1941—1945 гг.»
- золотая медаль ВСХВ (1955).

## Основные работы
- Руководство по применению удобрений в Ленинградской области / Соавт.: Н. А. Сапожников, С. И. Якубцов. — Л., 1934. — 216 с. — (Тр. ВНИИ удобрений и агропочвоведения; Вып. 30).
- Удобрения: Накопление, хранение, применение. — Л.: Лениздат, 1945. — 136 с.
- Система удобрений в севооборотах Нечернозёмной зоны / ВНИИ удобрений, агротехники и агропочвоведения. — М.; Л.: Сельхозгиз, 1948. — 127 с.
- Роль микроорганизмов в питании растений и повышение эффективности бактериальных удобрений: Докл. — М. 1957. — 44 с.